# Stage Fright (film 2014)
Stage Fright è un film del 2014 diretto da Jerome Sable.
La pellicola, prodotta in Canada, con alcune scene da musical, si basa su una storia vera.

## Trama
Kylie Swanson è all'apice del successo dopo la sua ultima interpretazione musicale del fantasma dell'opera a tal punto che anche i pezzi grossi di Hollywood intendono conoscerla. I suoi due gemelli, Camilla e Buddy Swanson si congratulano con lei e l'ammirano tantissimo, soprattutto la bambina che immagina di diventare brava come la madre. Quando Kylie si trova nel suo camerino a cambiarsi, un uomo mascherato l'avvicina e la uccide accoltellandola.
Dieci anni dopo: Camilla e Buddy lavorano come cuochi al Center Strage, un istituto di arte e spettacolo, dove tutti gli emarginati della società si sentono a casa. Buddy, vorrebbe tanto andare via dalla struttura nella quale hanno passato un'intera vita, ma Camilla vorrebbe restare. Roger McCall, direttore dell'istituto ed ex amante della defunta Kylie annuncia il nuovo regista dell'anno: Artie Getz, che decide di intitolare il nuovo spettacolo dell'anno al fantasma dell'opera, ambientato tuttavia nel Giappone feudale. Camilla è molto turbata, visto che la sera della morte della madre, vide un uomo incappucciato e con una maschera bianca che sembrava appunto il fantasma dell'opera. In un posto buio e oscuro, un uomo misterioso ha una foto di alcuni ragazzi dell'istituto e le colpisce più volte con un coltello. Camilla decide di andare alle audizioni, nonostante lei sia una cuoca ed è quindi impossibilitata a partecipare. Grazie all'aiuto di Joel Hopton, riesce a fare il provino. McCall scopre tutto, ma Artie rimane talmente stregato dalla ragazza da decidere di farle interpretare il ruolo di Sofia a patto che divida il numero degli spettacoli con Liz Silver. L'intero istituto, tuttavia, viene a sapere quello che è successo dieci anni prima a sua madre, guardandola con disprezzo. Quando dà la notizia al fratello Buddy, i due scoprono che la foto di Kylie che tenevano gelosamente conservata è stata imbrattata. Artie, insieme all'omosessuale David Martin, dirà ai protagonisti dello spettacolo che ha modificato la maschera del personaggio Lo Spettro, rendendola più oscura e malvagia, prendendo spunto dal Kabuki giapponese.
Il giorno della prima dello spettacolo si avvicina e Artie non ha ancora deciso se far esibire Camilla o Liz. La sera prima dell'evento teatrale, il regista decide di far esibire Camilla, che diventa popolarissima all'interno dell'istituto, a costo di avere un rapporto sessuale con lei. La ragazza all'inizio accetta ma dopo aver capito il suo errore si dirige nel suo dormitorio lasciando da solo Artie. Quest'ultimo viene attaccato da un uomo misterioso travestito dal fantasma dell'opera. Dopo aver cercato inutilmente di scappare, Artie viene ucciso. Il giorno dopo, tutti gli studenti trovano il corpo di Artie. McCall decide di non chiamare lo sceriffo per evitare che la chiusura dello spettacolo, altrimenti l'intera scuola dovrà essere chiusa per i problemi economici. Il direttore convince non solo Camilla a interpretare la sola e unica Sofia, ma anche tutti gli altri studenti a prendere parte allo spettacolo. 
Dopo alcune repliche di Joel, lo spettacolo inizia senza indugi, sotto gli occhi degli spettatori, tra cui si trovano anche Buddy e Victor Brady, un produttore interessato a Camilla. L'uomo misterioso vestito dal fantasma dell'opera riappare, e questa volta uccide Whitney, Sam Brownstein - poco dopo che quest'ultimo aveva dichiarato il suo amore a David – e intrappola Liz Silver nel palco, che intendeva rovinare lo spettacolo. Si scopre che McCall è l'assassino di Kylie, stanco dei suoi continui tradimenti e che dietro l'assassino vestito da il fantasma dell'opera c'è in realtà Buddy. Buddy viene ucciso dal direttore della scuola, che successivamente dà la caccia a Camilla, visto che ha scoperto la verità. La ragazza, grazie all'aiuto di Joel riesce ad uccidere McCall. Sconvolta da quello che è successo si trascina nel palco, dove trova Liz, che ha portato avanti  lo spettacolo insieme a David. Tutti l'applaudono, mentre nel suo viso appare un'espressione di terrore.
Un anno dopo: Camilla ha finalmente raggiunto la notorietà dopo il massacro del Center Strage. Victor Brady è diventato il suo agente personale e la rassicura dicendole che il passato rimarrà passato. Nel camerino, il fantasma dell'opera appare dentro lo specchio, per poi rivelarsi un incubo della ragazza.